# Suha Reka, Șumen
Suha Reka (în bulgară Суха Река) este un sat în comuna Veliki Preslav, regiunea Șumen,  Bulgaria. 

## Demografie
Componența etnică a satului Suha Reka
     Turci (18,75%)
     Bulgari (32,29%)
     Nicio identificare (48,95%)
     Altele (0%)
La recensământul din 2011, populația satului Suha Reka era de 96 locuitori. Nu există o etnie majoritară, locuitorii fiind bulgari (32,29%) și turci (18,75%). Pentru 48,95% din locuitori nu este cunoscută apartenența etnică.